# 内灘闘争

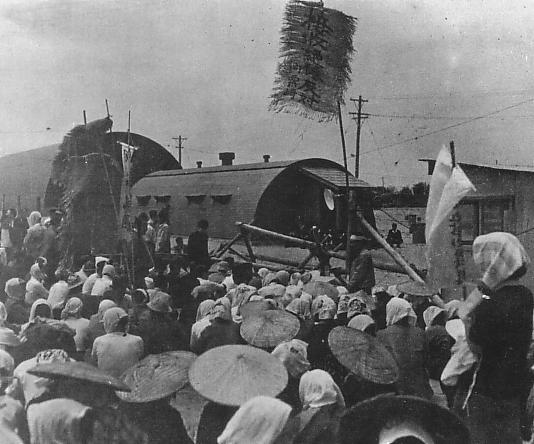
内灘接収反対運動

内灘闘争（うちなだとうそう）とは、第二次世界大戦後まもなくの昭和中期に、石川県河北郡内灘村（現在の内灘町）で起きたアメリカ軍の試射場に対する反対運動である。

## 経過
1952年（昭和27年）、朝鮮戦争で使用するアメリカ軍の砲弾の需要が大きくなり、日本国内のメーカーから納入される砲弾の性能を検査するための試射場が必要となった。試射場には長い海岸線をもつ場所が適しており静岡県の御前崎周辺と、内灘砂丘が候補となり、最終的に同年11月25日に内灘に閣議決定された。これに対して村議会は反対決議を行い、北陸鉄道労組は浅野川線で行われる資材搬入に対してストライキを行うなどの支援を実施した。この運動に際して、元陸軍大佐で当時衆議院議員であった辻政信が闘争を支援していたという写真が現存している。辻先生が来たと皆の意気が上がったが、夜になると「寒くなるから皆さん下がって下さい」と皆を座り込みから遠ざけ、辻を信用した皆は言うとおりにした。辻は新聞記者も遠ざけ、単身米軍の高官と話をして戻ってきた。そのまま寝ていたが、翌朝に砲撃が始まった。流石に砲弾の下に誰も行けない状態で、ここで辻は「始まってしまっては仕方ない。私は国会で闘争を続けます」と帰っていった。
政府は石川県選出の参議院議員林屋亀次郎を接収担当の国務大臣として村の当局者との間で説得に当たらせ、補償金1億円、使用期間四か月（1月-4月）とする妥協案がまとめられたが、地元民の反対は収まらず、1953年（昭和28年）の第3回参議院選挙で林家が落選。接収反対を掲げた井村徳二が林屋を破って当選した。当時井村は金沢市片町で大和百貨店を経営しており一方林屋も同市武蔵ヶ辻で同業の丸越百貨店を経営していたことから『武蔵大和の日本海決戦』という言葉で白熱した選挙戦となった。
闘争は1957年1月31日に試射場が返還され（正式返還は同年3月30日）、アメリカ軍が撤収したことで終息したが、「鉄板道路」や、後述の着弾地観測場遺跡などに試射場時代の面影が残る。

## 年表
- 1953年
  - 3月18日 - 内灘砂丘にて米軍による試射開始[1]。
  - 4月17日 - 石川県評が米軍試射場奪還県民大会を開催[1]。
  - 4月28日 - 石川県内各種団体による内灘接収反対実行委員会が結成される[1]。
  - 6月2日 - 内灘試験場の継続使用を閣議決定[1]。
  - 6月3日 - 内灘村民大会絶対反対宣言[1]。
  - 6月14日 - 内灘村民が権現森で座り込みを行う[1]。
  - 6月15日 - 米軍試射再開[1]。
  - 9月8日 - 内灘村長にリコール請求書を提出、同年10月15日に村長が辞職[1]。
- 1956年12月5日 - 米軍内灘試射場隊長、年内を以て試射終了を通告[1]。
- 1957年3月30日 - 内灘試射場が正式に返還される[1]。

## 着弾地観測場遺跡
現在の河北斎場付近、内灘町西荒屋の丘の上にある遺跡。1957年まで使用されていた。これは当時試射場から発射された砲弾の命中率や爆発、不発を確認するために造られた石造りの建物で、見晴らしのよい丘の上に立てられた。別名O・P（オブザベーション・ポスト。英語で「観測所」の意味。）と呼ばれていた。試射場時代の面影を残す数少ない遺跡である。しかし今は外壁が一部崩れていたり、入り口にあったはずの鉄扉が朽ち果てて無くなっていたり、草木に包まれていたりとかなり寂れている。ただし内部の損傷はあまりなく、のぞき窓も健在、当時の面影を残している。

## 関連作品
- 歌集『内灘』芦田高子著。1954年初版。著者自身の内灘闘争への参加を詠んでいる[6]。
- 映画『非行少女』（1963年、日活、浦山桐郎）
少女（和泉雅子）と青年（浜田光夫）のそれぞれの家族が、この闘争に巻き込まれたことと、地元住民の人間関係が描かれている。
- 小説『内灘夫人』五木寛之著。1968年に東京新聞連載、1969年新潮社より単行本刊行。内灘闘争に関わった学生のその後と全共闘学生の関わりを描く。
- 小説『砂冥宮』内田康夫著。（実業之日本社文庫）浅見光彦シリーズ。内灘闘争が事件の謎を解くキーワードとして出てくる。
同小説は、フジテレビで2時間ドラマ化され、内灘闘争ゆかりの地でもロケが行われ、2012年4月27日に放映された。
- 小説『朝鮮戦争（下）　慟哭の曠野』芝豪著。（講談社文庫）小松製作所での米軍砲弾生産から試射場使用終了後の村の指導者出島権二[7]のことまで描かれている。